# Квинт Фабий Максим (консул 213 года до н. э.)
Квинт Фабий Максим (лат. Quintus Fabius Maximus; умер между 207 и 203 годами до н. э.) — римский военачальник и политический деятель из патрицианского рода Фабиев, консул 213 года до н. э. Участник Второй Пунической войны.

## Происхождение
Квинт Фабий принадлежал к одному из самых знатных и влиятельных патрицианских родов Рима. Поздние источники возводили родословную Фабиев к сыну Геракла и италийской нимфы, утверждая также, что вначале этот род назывался Фодии (от латинского fodere — рыть), поскольку его представители с помощью ям ловили диких зверей. Антиковед Тимоти Уайзмен назвал это объяснение «достаточно необычным, чтобы быть правдой».
Отцом Квинта Фабия был Квинт Фабий Максим Кунктатор, пятикратный консул. Есть предположение, что у Квинта-младшего был брат, которого не упоминают источники.

## Биография
Первые упоминания о Квинте Фабии относятся к 217 году до н. э., когда его отец в качестве диктатора возглавил борьбу Рима с Ганнибалом на территории Италии. Квинт-младший фигурирует в двух историях, подчёркивающих приверженность его отца староримским добродетелям. Когда сенат затянул решение вопроса о выплате выкупа за пленных, Квинт Фабий по приказу отца отправился в Рим, продал родовое имение и внёс вырученные деньги в погашение государственного долга. А когда однажды Максим предлагал отцу занять удобную позицию, пожертвовав для этого «немногими людьми», тот спросил его: «Не хочешь ли ты быть в числе этих немногих?»
В 216 году до н. э. Квинт Фабий был военным трибуном первого легиона в армии консулов Луция Эмилия Павла и Гая Теренция Варрона. После битвы при Каннах он оказался в числе уцелевших, собравшихся в Канузии, наряду с Публием Корнелием Сципионом (впоследствии Африканским) и Аппием Клавдием Пульхром.
В 215 году до н. э., во время третьего консулата отца, Квинт Фабий занимал должность курульного эдила. В следующем году, во время четвёртого консулата отца, он был претором и действовал с двумя легионами в Апулии, в районе города Луцерия; известно, что Максим взял штурмом город Акука. Уже в 213 году до н. э. Квинт Фабий стал консулом и получил под своё командование главные силы Римской республики в Апулии. Столь быстрая карьера (три курульные должности за три года) не имела прецедентов для той эпохи; исследователи предполагают, что дело здесь не в заслугах самого Максима, а в политическом весе его отца.
Тит Ливий утверждает, что в 213 году до н. э. Квинт-старший был легатом под командой сына. Согласно Плутарху, Фабий-консул, увидев однажды, как отец приближается к нему верхом, передал ему через ликтора приказ «спешиться и подойти, если у него есть дело к властям»; тот не только подчинился, но и похвалил сына за любовь к субординации. Но историки считают более вероятным, что Кунктатор находился в это время в Риме. Главным успехом этой кампании стало взятие города Арпы: дождливой ночью воины Квинта Фабия перелезли через стены, оставшиеся без караулов, а в последовавших за этим уличных боях местные жители перешли на сторону римлян. Тысяча испанцев, входившая в состав пятитысячного карфагенского гарнизона, тоже сдалась консулу, но при условии, что он отпустит остальных. Максим сдержал слово.
В последующие годы Квинт Фабий упоминается редко и в связи с маловажными событиями. В 212 году до н. э. он находился в Арпах с воинским отрядом; в 209 году по приказу отца (тогда консула в пятый раз) переправил из Этрурии на Сицилию военный транспорт; в 208 году, после гибели Марка Клавдия Марцелла, на время возглавил его армию в Венузии. Наконец, в 207 году до н. э. Квинт Фабий был легатом в армии консула Марка Ливия Салинатора и приезжал в Рим, чтобы уведомить сенат о выводе консульской армии из Цизальпийской Галлии.
Квинт Фабий умер прежде своего отца, то есть в период между 207 и 203 годами до н. э. Известно, что Кунктатор «встретил горе с чрезвычайною сдержанностью, как и надлежало разумному человеку и хорошему отцу», и сам произнёс погребальную речь, которую позже издал. Марк Туллий Цицерон в трактате «О старости» говорит устами Катона Цензора, что эта речь «у всех на руках»; возможно, сам Цицерон её читал.

## Потомки
У Квинта Фабия был сын того же имени, умерший молодым.